# Madrí Excepcional

Brandingul roșu pentru Madri

Madrí Excepcional este o bere britanică dezvoltată în Burton on Trent de Coors⁠(d), compania-mamă a Carling⁠(d), cu contribuții din partea filialei lor spaniole de bere din Toledo La Sagra și fabricată în Tadcaster, Marea Britanie. Este produsă, de asemenea, în Canada de compania Molson Coors pentru piața canadiană.

## Stil
Berea este un lager în stil european cu 4,6% alcool⁠(d). Berea a fost inițial dezvoltată și produsă pentru piețele britanice și irlandeze.

## Prezență
A fost introdusă în barurile britanice în anul 2020 și doi ani mai târziu, în 2022, datorită marketingului intensiv, a devenit una dintre cele mai bine vândute 10 beri lager din Regatul Unit. Vânzările în magazinele off-trade⁠(d) au început în 2022.

## Marketing
Ambalajul folosește un design roșu cu un bărbat chulapo cu bască și vestă cu imprimeu picior de cocoș⁠(d), amintind de brandingul berii Moretti. Berea se bazează în mare măsură pe asocierile sale cu Spania, folosind sloganul „ El Alma de Madrid ” („sufletul Madridului”), deși este produsă în Tadcaster, care a fost mult timp un centru pentru fabricarea berii britanice. Berea este destinată segmentului premium al pieței de lager britanice și irlandeze.
Cu toate acestea, brandingul spaniol evident al berii Madri a atras critici, Molson Coors fiind acuzată de lipsă de autenticitate și transparență, iar The Sunday Times descriind Madri drept „cea mai mare iluzie din istoria berii britanice”. Deși Molson Coors susține că Madrí a fost creată în parteneriat cu filiala sa Toledo La Sagra și promovează berea sub sloganul „Sufletul Madridului”, berăria nu este cunoscută în oraș, Mahou⁠(d) și El Águila fiind mai populare printre consumatorii spanioli.